# Барон-Коэн, Саймон
Сэр Саймон Филипп Барон-Коэн (англ. Simon Philip Baron-Cohen; род. 15 августа 1958) — британский клинический психолог, профессор Кембриджского университета в Великобритании. Директор Центра по исследованиям аутизма и Действительный член Тринити-колледжа. 

## Биография
Получил докторскую степень по психологии в Университетском колледже Лондона, где его научным руководителем была Ута Фрит.
В 1985 году стал основным автором работы, посвященной связи между аутизмом и замедлением в развитии модели психики человека — способности человека распознавать эмоции и намерения других людей.
Барон-Коэн с соавт. в 1987 году обнаружил, что проявления синестезии со временем не меняются. Удалось установить, что синестезию можно измерить при помощи нейровизуализации. Его группа также исследовала связь между синестезией и аутизмом.
В 1997 году Барон-Коэн разработал теорию эмпатизации-систематизации. Согласно этой теории, люди со склонностью к систематизации более склонны к точным, естественным и техническим наукам. Он полагает, что когда люди, склонные к систематизации, выбирают себе в качестве партнеров похожих людей, то их дети с большей вероятностью будут страдать от аутизма. Эта теория также привела Барона-Коэна к исследованию связи между повышенным уровнем тестостерона во время беременности и повышенной встречаемостью расстройств аутистического спектра у мужчин.
В начале 2021 года он был посвящён в рыцари за заслуги перед людьми с аутизмом.

## Семья
Был женат на Бриджет Линдли, адвокате по семейным делам, с которой познакомился в 1987 году. У них есть трое детей: Сэм, Кейт и Робин. Бриджет умерла в 2016 году от рака груди.
Братья — театровед Дэн Барон-Коэн  (род. 1957) и кинорежиссёр Эш (Эшли-Луис) Барон-Коэн (род. 1967). Его двоюродным братом является актёр Саша Барон Коэн.